# Gordian El Guerrero
Gordian El Guerrero (Toshi Gōdian) 闘士ゴーディアン, fue una popular serie de animación emitida en 1979 a 1981 en Japón. Hubo 73 episodios transmitidos a los 30 minutos cada uno.
En Colombia fue transmitido por la Cadena 2 finales de los años 80. En España fue doblado en español y emitido en La 8, Canal Star, Canal Sur y en algunos canales locales.

## El Robot
Daigo Otaki es el piloto y controla a un robot contenedor del tamaño poco mayor al de un humano, llamado Protteser, después de entrar en Protteser este entra en el siguiente robot contenedor llamado Delinger. Finalmente el robot contenedor más grande es Garbin. Los tres robots ya unidos conforman a Gordian el Guerrero.

## Argumento
Es el futuro. La Tierra se ha convertido en una zona desolada llena de desiertos y los supervivientes trabajan para reconstruir sus comunidades. Daigo Otaki es un joven huérfano criado por su tío Gen. Al llegar a adulto, Daigo decide viajar a la ciudad de Victor Town (una ciudad ideal construida en el centro de una tierra estéril) y enlistarse en las Fuerzas Especiales Mechacon. En el momento de su llegada a Victor Town, Daigo termina en medio de un ataque sorpresa a la ciudad, por parte de un ejército de invasores equipados con armas muy sofisticadas.
Justo en la batalla aparece el robot Gordian y destruye a gran parte de los invasores, salvado la vida de Daigo, las Fuerzas Mechacon y a Victor Town, Daigo es tomado por Gordian y descubre a una hermana que desconocía, Saori, y que el robot fue construido por su difunto padre anticipando una posible invasión como la que sucedió en Victor Town. Daigo se une a Mechacon sirviendo en el 18.º regimiento.
Desde ese momento Daigo se convierte en el piloto de Gordian el Guerrero, que lucha contra las fuerzas invasoras Madoctter.

## Elenco
Director: Shigeru Yanagawa
Escritor: Masaru Yamamoto
Animación: Kazuhiko Udagawa
Música: Masaaki Jinbo, Masayuki Yamamoto

## Personajes
| Nombre              | Seiyū            | Actor de doblaje       |
| ------------------- | ---------------- | ---------------------- |
| Daigo Ōtaki         | Yoshito Yasuhara | Alfonso Obregón Inclán |
| Barry Hawk          | Rokurō Naya      | Víctor Trujillo        |
| Coronel Hannonji    | Hiroshi Masuoka  | Jorge Fink             |
| Peachy              | Yō Inoue         |                        |
| Dalph               | Kiyonobu Suzuki  |                        |
| Saori Otaki         | Gara Takashima   |                        |
| Roset               | Rihoko Yoshida   | Marcela Bordes         |
| Gran Maestro Dokuma | Yasuo Muramatsu  | Antonio Monsell        |
| Elias               | Yoshino Ohtori   | Dulcina Carballo       |
| Klorias             | Yūsaku Yara      |                        |
| Trosculus           | Masatō Ibu       |                        |
| Narrador            | Masatō Ibu       | Víctor Trujillo        |

- Datos: Q2570471